# Jong Yeu-Jeng
Jong Yeu-Jeng (鍾宇政T, 钟宇政S, Zhōng YǔzhèngP; 25 dicembre 1973) è un ex giocatore di baseball taiwanese.

## Palmarès

### Olimpiadi
- Argento a Barcellona 1992.